# Gran Premi de l'Argentina del 1960
Resultats del Gran Premi de l'Argentina de la temporada 1960 de Fórmula 1, disputat al circuit Oscar Alfredo Galvez de Buenos Aires, el 7 de febrer del 1960. La pole position fou per Stirling Moss (1' 36. 9), la volta ràpida per Stirling Moss (1' 38. 9 a la volta 37). Stirling Moss i Maurice Trintignant van ser sancionats i no van rebre cap punt per compartir el cotxe.

## Resultats
| Posició | Número | Pilot                                   | Equip                   | Voltes | Temps/ Retirada   | Posició de sortida | Punts |
| ------- | ------ | --------------------------------------- | ----------------------- | ------ | ----------------- | ------------------ | ----- |
| 1       | 16     | Bruce McLaren                           | Cooper - Climax         | 80     | 2h 17' 49. 5      | 13                 | 8     |
| 2       | 24     | Cliff Allison                           | Ferrari                 | 80     | + 26.3 s          | 7                  | 6     |
| 3       | 38     | Maurice Trintignant · Stirling Moss (*) | Cooper - Climax         | 80     | + 36.9 s          | 8                  | 0     |
| 4       | 6      | Carlos Menditeguy                       | Cooper - Maserati       | 80     | + 53.3 s          | 12                 | 3     |
| 5       | 30     | Wolfgang von Trips                      | Ferrari                 | 79     | + 1 Volta         | 5                  | 2     |
| 6       | 20     | Innes Ireland                           | Lotus - Climax          | 79     | + 1 Volta         | 2                  | 1     |
| 7       | 40     | Jo Bonnier                              | BRM                     | 79     | + 1 Volta         | 4                  |       |
| 8       | 26     | Phil Hill                               | Ferrari                 | 77     | + 3 Voltes        | 6                  |       |
| 9       | 46     | Alberto Rodriguez Larreta               | Lotus - Climax          | 77     | + 3 Voltes        | 15                 |       |
| 10      | 32     | Jose Froilan Gonzalez                   | Ferrari                 | 77     | + 3 Voltes        | 11                 |       |
| 11      | 4      | Roberto Bonomi                          | Cooper - Maserati       | 76     | + 4 Voltes        | 17                 |       |
| 12      | 2      | Masten Gregory                          | Behra-Porsche - Porsche | 76     | + 4 Voltes        | 16                 |       |
| 13      | 14     | Gino Munaron                            | Maserati                | 72     | + 8 Voltes        | 19                 |       |
| 14      | 10     | Nasif Estéfano                          | Maserati                | 70     | + 10 Voltes       | 20                 |       |
| Ret.    | 34     | Harry Schell                            | Cooper - Climax         | 63     | Bomba de gasolina | 9                  |       |
| Ret.    | 18     | Jack Brabham                            | Cooper - Climax         | 42     | Caixa canvi       | 10                 |       |
| Ret.    | 36     | Stirling Moss                           | Cooper - Climax         | 40     | Suspensions       | 1                  |       |
| Ret.    | 42     | Graham Hill                             | BRM                     | 37     | Escalfament motor | 3                  |       |
| Ret.    | 22     | Alan Stacey                             | Lotus - Climax          | 24     | Problemes físics  | 14                 |       |
| Ret.    | 44     | Ettore Chimeri                          | Maserati                | 23     | Problemes físics  | 21                 |       |
| Ret.    | 12     | Antoni Creus i Rubin de Celis           | Maserati                | 16     | Problemes físics  | 22                 |       |
| Ret.    | 8      | Giorgio Scarlatti                       | Maserati                | 11     | Escalfament motor | 18                 |       |